# Chris Coy
Christopher James "Chris" Coy (nascido em 1 de maio de 1986) é um ator norte-americano.

## Infância
Coy nasceu na cidade de Louisville, no estado norte-americano de Kentucky.

## Carreira
Coy é, possivelmente, mais conhecido por interpretar L.P Everett na série da HBO Treme e Barry na série True Blood, também da HBO. Também teve um papel recorrente como um canibal chamado Martin na quinta temporada de The Walking Dead. Teve papéis em filmes como Hostel: Part III, Sx Tape, Deliver Us from Evil e The Barber.

## Vida pessoal
Coy e sua esposa, Alice, tem duas filhas: Veronica Darlene (nascida em 2012) e Dylan Ray (nascido em 2015).

## Filmografia

### Filme
| Ano  | Título               | Papel            | Notas          |
| ---- | -------------------- | ---------------- | -------------- |
| 2007 | In One Frame         | Melhor amigo     | Curta-metragem |
| 2009 | The Camel's Back     | JT               |                |
| 2010 | Piranhas             | Andy             | Telefilme      |
| 2010 | Greenberg            | Rapaz na galeria |                |
| 2011 | Hostel: Part III     | Travis           |                |
| 2011 | Little Birds         | David Riley      |                |
| 2012 | Rogue River          | Andrew           |                |
| 2013 | Sx Tape              | Bobby            |                |
| 2014 | Deliver Us from Evil | Jimmy Tratner    |                |
| 2014 | Kristy               | Líder            |                |
| 2014 | The Culling          | Hank             |                |
| 2014 | The Barber           | John McCormack   |                |

### Televisão
| Ano       | Título                            | Papel             | Notas        |
| --------- | --------------------------------- | ----------------- | ------------ |
| 2009      | Numb3rs                           | Beastie Boy       | 1 episódio   |
| 2009      | Monk                              | Second Slacker    | 1 episódio   |
| 2009      | Sons of Anarchy                   | Alex              | 1 episódio   |
| 2009      | CSI: NY                           | Joe Ross          | 1 episódio   |
| 2009–2011 | True Blood                        | Barry the Bellboy | 5 episódios  |
| 2010      | FlashForward                      | Ross Weber        | 1 episódio   |
| 2010      | CSI: Crime Scene Investigation    | Melvin Dodge      | 1 episódio   |
| 2010      | Rizzoli & Isles                   | Drew Beckett      | 1 episódio   |
| 2011      | The Mentalist                     | Foley             | 1 episódio   |
| 2011      | Justified                         | Bobby Green       | 1 episódio   |
| 2011      | Law & Order: Los Angeles          | Dave Harlin       | 1 episódio   |
| 2012      | Law & Order: Special Victims Unit | Peter             | 1 episódio   |
| 2012      | Hawaii Five-0                     | Jesse Hills       | 1 episódio   |
| 2012      | Castle                            | Zeke              | 1 episódio   |
| 2012      | Emily Owens, M.D.                 | Conor McCall      | 1 episódio   |
| 2012–2013 | Treme                             | L.P. Everett      | 12 episódios |
| 2014      | Criminal Minds                    | Russell Homes     | 1 episódio   |
| 2014      | Bones                             | Graham Breslin    | 1 episódio   |
| 2015      | The Messengers                    |                   | 1 episódio   |
| 2014-2015 | The Walking Dead                  | Martin            | 4 episódios  |
| 2015-2016 | Banshee                           | Calvin            | 9 episódios  |